# Футбольний матч Барселона — Динамо (1997)
«Барселона» — «Динамо» — матч 4 туру групового етапу Ліги чемпіонів УЄФА 1997—1998 між іспанською «Барселоною» та київським «Динамо», одна з найбільших перемог киян у єврокубках. Перший матч між командами в рамках 3 туру групового етапу даного розіграшу відбувся 22 жовтня на НСК «Олімпійський» у Києві і завершився перемогою «Динамо» з рахунком 3:0.

## Матч

### 1-ий тайм
Після того, як гравці «Динамо» розвели м'яч з центру поля, гра йшла напружено, команди обмінювалися втратами. Вже на другій хвилині Фернанду Коуту отримав «гірчичник» за грубий підкат в центрі поля, після спроби Олександра Головка перевести м'яч на чужу половину. Команди по черзі обмінювалися ініціативами, та вже на 4 хвилині, після невдалої подачі Чірича, Андрій Гусін вибив м'яч із карного майданчика «Динамо» і після низки передач Віталій Косовський перевірив реакцію Вітора Баїя приблизно з 40 метрів, та пробив вище воріт. Напротязі ще кількох хвилин жодна з команд не могла повноцінно заволодіти м'ячем і після двох-трьох пасів м'яч перехоплював суперник, намагаючись створити чергову невдалу атаку.

#### Перший гол Шевченка (0:1)
У підсумку однієї з таких атак Сергій Ребров заробив штрафний удар на правому фланзі поблизу карного майданчика «блау-гранас», так як на ньому сфолив Серхі Бархуан. Подавати вирішив капітан «Динамо» Юрій Калитвинцев. Вітор Баїя непорозумівся із своїми партнерами (Рівалдо і Гарсія), що призвело до помилки на виході, чим і скористався Андрій Шевченко, замкнувши подачу Калитвинцева і, таким чином, відкривши рахунок у матчі на дев'ятій хвилині.
«Барселона» одразу побігла відіграватися і вже за дві хвилини Чірич прорвався по правому флангу, випередивши Дмитруліна, прострілив на Рівалдо, проте бразилець не зміг влучити у ближній кут воріт Шовковського. Згодом Джованні наважився на дальній удар і заробив кутовий. Після подачі Луїша Фігу Шовковський вибив м'яч за межі карного майданчика, де його підхопив Селадес і небезпечно пробив вище воріт. «Динамо» також не засіло в обороні і проводило кілька небезпечних контрвипадів, наслідком одного з яких на 15 хвилині стала небезпечна атака каталонського клубу, але Рівалдо не зміг вдало розпорядитися м'ячем і втратив його. «Кияни» продовжували пресингувати суперника і час від часу самі йшли в атаку. Так, на постійні невдалі забігання Рівалдо, «біло-сині» відповіли небезпечним прострілом Дмитруліна і ближче до двадцятої хвилини гра почала вирівнюватися. Вдруге на пильність Баїя перевірив уже Юрій Калитвинцев, пробивши ледь не з половини поля, але не влучивши у площину воріт португальця.
З середини тайму «Барселона» все рідше переходила в наступ, а ледь не кожна така спроба завершувалась втратою м'яча, й після однієї з таких Андрій Шевченко обіграв Бархуана на правому фланзі, прорвався до карного майданчика і заробив кутовий. Виконувати знову вирішив Калитвинцев, а внаслідок його подачі утворилася ситуація, подібна до кутового біля воріт Шовковського: Баїя першим опинився на м'ячі і вибив його, прямо на ногу Головку, що потужним ударом послав м'яч назад, у штрафний майданчик, а звідти м'яч після серії рикошетів повернувся до Калитвинцева, що вдруге виконав подачу в напрямку воріт «блау-гранас», а Андрій Гусін пробив по воротам, проте Баїя врятував свою команду, а Хацкевич, який був перший на м'ячі, не зміг по ньому влучити. Захисники «Барселони» спробували розпочати свій контрвипад, але м'яч повернувся до Калитвинцева, завдяки відбору, капітан «Динамо» виконав навісну передачу на Андрія Гусіна, той в підкаті вколотив «круглого» у сітку воріт, але Г'ю Даллас перед цим зафіксував порушення правил. Поки «кияни» святкували незараховане взяття воріт, каталонці провели контратаку, яка завершилася неточним дальнім ударом Джованні, за що бразилець отримав порцію освистувань зі сторони власних вболівальників. Свою нагоду одразу знайшли «динамівці», але Вітор Баїя випередив Шевченка на виході.
Іспанський клуб не встигав за київськими гравцями в обороні, а от лінія захисту «киян» була швидша за атакувальний тандем «Барси». Єдину надію «синьо-гранатові» покладали на дальні удари (так, наприклад, на 27-й хвилині пробивав Луїш Фігу, на що, до речі, «Динамо» відповіло дальнім пострілом Гусіна). Високий пресинг зі сторони «біло-синіх» призводив до частих помилок в передачах «блау-гранас», а з дриблінгом Шевченка це створювало іспанцям чимало проблем.

#### Другий гол Шевченка (0:2)
По 30 хвилині ігрового часу «Динамо» почало контролювати м'яч. Недовго повідсиджувавшись на своїй половині поля, київська команда пішла уперед, розіграла чудову комбінацію в центрі між гравцями опорної зони, а Сергій Ребров, що опустився нижче до центру, віддав тонку передачу по повітрю праворуч на Гусіна, Андрій пройшов по флангу і навісив у карний майданчик «Барселони», Вітор Баїя вкотре помилився на виході і майже безперешкодно дав оформити Шевченку дубль, програвши верхову боротьбу 21-річному українцю.
Трибуни почали активно освистувати чи то футболістів «Динамо», чи то безалаберні дії своїх гравців. Через хвилину після другого пропущеного голу Бархуан отримав свою першу жовту картку у матчі за розмови з арбітром. Підопічні Луї ван Гала були деморалізовані, до цього ще додалася відмінна гра «динамівців» в обороні і постійний свист з трибун «Камп Ноу» (більше за всіх дісталося Вітору Баїя, якого, судячи зі всього, вболівальники «Барселони» вважали винним у пропущених м'ячах). «Біло-сині» повністю забрали м'яч під свій контроль і продовжували тиснути на ворота суперника. Від невстигання за суперником гравці «Барселони» почали часто фолити, а рефері не показав кілька очевидних жовтих карток. Сумбурні рішення головного арбітра продовжувалися й далі, після того як шотландець назначив сумнівний штрафний, після виконання якого «блау-гранас» мали свій, напевно, найкращий момент у матчі: Джованні пробив по воротам, але м'яч влучив у стійки, а сам бразилець в момент передачі був у положенні поза грою. Опісля, Рівалдо пробивав з великої відстані — неточно.

#### Третій гол Шевченка (0:3)
Під кінець першої половини зустрічі «синьо-гранатові» почали посилювати оберти, в той час як підопічні Валерія Лобановського продовжували демонструвати чудові захисні навички. Але на 42-й хвилині гравцям «Динамо» вдалося організувати контратаку, Андрій Шевченко прорвався у карний майданчик суперника, а Бархуан, не змігши нічого вдіяти повалив українського форварда на газон. Г'ю Даллас вказав на одинадцятиметрову позначку.
Пенальті взявся виконувати сам постраждалий. Шевченко зробив стандартний п'ятиметровий розбіг і розвів Вітора Баїя і м'яч по різні кути воріт, таким чином оформивши хет-трик і забивши гол у роздягальню. Далі із небезпечних моментів був лише забіг Косовського по флангу і дальній удар Джованні, після чого суддя сигналізував про завершення першого тайму.

### Деталі
| 5 листопада 1997 20:45 CEST |

| «Барселона» | 0–4           | «Динамо» (Київ)                         |
| ----------- | ------------- | --------------------------------------- |
|             | Склади команд | Шевченко 9', 32', 44' (пен.) Ребров 79' |

| «Камп Ноу», Барселона Глядачів: 52.200 Арбітр: Г'ю Даллас |

| Барселона | «Динамо» (Київ) |

| ВР               | 1  | Вітор Баїя      |          |     |
| ЗХ               | 2  | Альберт Феррер  |          |     |
| ЗХ               | 5  | Фернанду Коуту  | 2'       |     |
| ЗХ               | 12 | Серхі Бархуан   | 33', 47' |     |
| ЗХ               | 22 | Майкл Рейзігер  |          |     |
| ПЗ               | 6  | Оскар Гарсія    |          | 71' |
| ПЗ               | 11 | Рівалдо         |          |     |
| ПЗ               | 16 | Драган Чірич    |          |     |
| ПЗ               | 17 | Альберт Селадес |          |     |
| НП               | 7  | Луїш Фігу       |          |     |
| НП               | 10 | Джованні        |          | 53' |
| Запасні:         |    |                 |          |     |
| ВР               | 25 | Карлес Бускетс  |          |     |
| ЗХ               | 20 | Мігель Надаль   |          | 71' |
| ЗХ               | 28 | Карлес Пуйоль   |          |     |
| ПЗ               | 18 | Гільєрмо Амор   |          | 53' |
| Головний тренер: |    |                 |          |     |
| Луї ван Гал      |    |                 |          |     |

| ВР                   | 1  | Олександр Шовковський |     |     |
| ЗХ                   | 2  | Олег Лужний           |     | 59' |
| ЗХ                   | 4  | Олександр Головко     |     |     |
| ЗХ                   | 5  | Владислав Ващук       |     |     |
| ЗХ                   | 6  | Юрій Дмитрулін        |     |     |
| ПЗ                   | 8  | Юрій Калитвинцев      |     | 46' |
| ПЗ                   | 14 | Андрій Гусін          | 59' | 60' |
| ПЗ                   | 15 | Олександр Хацкевич    |     |     |
| НП                   | 9  | Віталій Косовський    |     |     |
| НП                   | 10 | Андрій Шевченко       |     |     |
| НП                   | 11 | Сергій Ребров         |     |     |
| Запасні:             |    |                       |     |     |
| ВР                   | 12 | В'ячеслав Кернозенко  |     |     |
| ЗХ                   | 3  | Сергій Беженар        |     |     |
| ЗХ                   | 23 | Олександр Радченко    |     |     |
| ЗХ                   | 25 | Микола Волосянко      |     | 59' |
| ПЗ                   | 19 | Дмитро Михайленко     |     | 60' |
| ПЗ                   | 22 | Юрій Максимов         |     | 46' |
| ПЗ                   | 24 | Валентин Белькевич    |     |     |
| Головний тренер:     |    |                       |     |     |
| Валерій Лобановський |    |                       |     |     |

| Асистенти арбітра: Джон Флемінг Джон Макілінні Четвертий арбітр: Алан Фріланд | Правила - 90 хвилин гри. - Три заміни дозволено. |